# IWeb
iWeb era una eina per crear pàgines web, basada en plantilles WYSIWYG, desenvolupada per Apple Inc. La primera versió d'iWeb va ser anunciada a la Macworld Conference & Expo a San Francisco, el día 10 de juny de 2006 formant part del paquet d'aplicacions iLife '06. iWeb '11 es va presentar el 20 d'octubre de 2010 formant part de iLife '11, tot i que no va ser actualitzada de la seva versió prèvia que venia inclosa a iLife '09. Apple va finalitzar el seu desenvolupament el 2011.

## Característiques
iWeb era una eina per crear pàgines web i blogs sense necessitat de conèixer llenguatges de programació web per part de l'usuari.
Les característiques bàsiques d'iWeb :
- Plantilles predisenyades per Apple.
- Creació fàcil i flexible de pàgines web.
- Possibilitat d'arrossegar i deixar anar arxius multimèdia
- Blogging
- Podcasting
- Publicació de les pàgines web directament en el servei MobileMe (opció no disponible quan MobileMe va ser substituït per iCloud a l'Octubre de 2011), per FTP o en un directori.
- Possibilitat afegir codi HTML
- Integració amb paquet iLife, amb possibilitat afegir fotos d'IPhoto, pel·lícules d'IMovie i àudio d'Itunes i GarageBand

Algunes de les seves mancances:
- iWeb crea diferents arxius per cada pàgina i codi poc estructurat
- Falta de personalització avançada d'eines SEO per millor posicionament en motors de cerca
- Limitat nombre de plantilles.